# Кирово (Ленинградская область)
Ки́рово — деревня в Бегуницком сельском поселении Волосовского района Ленинградской области.

## История
Согласно 6-й ревизии 1811 года мыза Власово с деревнями принадлежала лейтенанту флота А. Ф. Липхарту.
Согласно 8-й ревизии 1833 года мыза Власово принадлежала наследникам помещицы Липхарт.
Как мыза Лейтенанта Линхарта она упоминается на карте Санкт-Петербургской губернии Ф. Ф. Шуберта 1834 года.

ВЛАСОВА — мыза принадлежит жене статского советника. (1838 год)

Согласно 9-й ревизии 1850 года мыза Власово принадлежала помещице Анне Николаевне Дубельт.
Согласно 10-й ревизии 1856 года мыза Власово принадлежала помещику Николаю Леонтьевичу Дубельту.

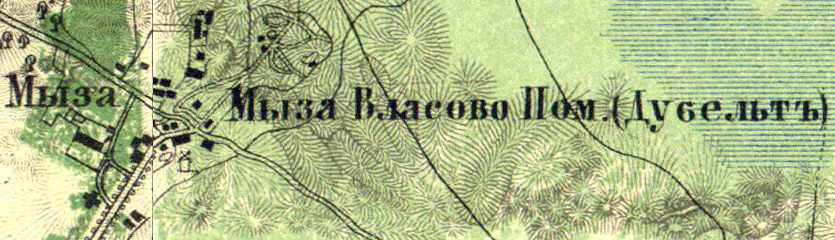
Мыза Власово (современная деревня Кирово) на карте 1860 года

Согласно «Топографической карте частей Санкт-Петербургской и Выборгской губерний» 1860 года на месте современной деревни Кирово находилась мыза Власово помещика Дубельта.

ВЛАСОВА — мыза владельческая при пруде, по правую сторону Нарвского шоссе, в 55 верстах от Петергофа, число дворов — 1, число жителей: 4 м. п., 4 ж. п. (1862 год)

В конце XIX — начале XX века мыза административно относилась к Бегуницкой волости 2-го стана Петергофского уезда Санкт-Петербургской губернии.
С 1917 по 1920 год деревня Власово входила в состав Русско-Лашковицкого сельсовета Бегуницкой волости Петергофского уезда.
С 1921 года в составе Рукулицкого сельсовета.
С 1922 года в составе Местановского сельсовета.
С 1923 года в составе Гатчинского уезда.
Согласно переписи населения СССР 1926 года в совхозе Власово Местановского сельсовета Бегуницкой волости Троцкого уезда проживали 74 человека, большинство эстонцы, а также русские, латыши и финны.
С 1927 года в составе Волосовского района.
По данным 1933 года деревня называлась Власово и входила в состав Местановского сельсовета Волосовского района.

План деревни Кирово. 1938 год

Согласно топографической карте 1938 года в деревне был организован животноводческий совхоз имени Кирова.
С 1 марта 1940 года деревня Власово учитывается областными административными данными как посёлок совхоза имени Кирова.
C 1 сентября 1941 года по 31 декабря 1943 года совхоз находился в оккупации.
С 1963 года в составе Кингисеппского района.
С 1965 года вновь в составе Волосовского района. В 1965 году население деревни Кирова составляло 294 человека.
По данным 1966 года деревня называлась Кирова и также находилась в составе Местановского сельсовета.
По административным данным 1973 и 1990 годов деревня Кирова входила в состав Бегуницкого сельсовета.
В 1997 году в деревня называлась Кирово, в ней проживал 21 человек, в 2002 году — 17 человек (русские — 94 %), в 2007 году — 13.

## География
Деревня расположена в северной части района на автодороге 41К-014 (Волосово — Керново).
Расстояние до административного центра поселения — 12 км.
Расстояние до ближайшей железнодорожной станции Волосово — 40 км.

## Демография
| 1862 | 1965 | 1997 | 2002 | 2007 | 2010 | 2017 |
| ---- | ---- | ---- | ---- | ---- | ---- | ---- |
| 8    | ↗294 | ↘21  | ↘17  | ↘13  | ↗15  | →15  |

### Национальный состав
Согласно данным Всероссийской переписи населения 2021 года в деревне проживали 18 человек, все русские.

## Достопримечательности
- Усадьба Остен-Сакенов

## Известные уроженцы
- Раиса Николаевна Золдырева (род. 1936) — Герой Социалистического Труда